# Habrocestum panjabium
Habrocestum panjabium là một loài nhện trong họ Salticidae.
Loài này thuộc chi Habrocestum. Habrocestum panjabium được Carl Friedrich Roewer miêu tả năm 1951.